# Jon Caramanica
Jon Caramanica (1975) es un periodista y crítico de música pop estadounidense que escribe para The New York Times . También es conocido por escribir sobre hip hop .

## Biografía
Nacido en Brooklyn, Nueva York, Caramanica recibió su licenciatura de la Universidad de Harvard en 1997. Tras graduarse asistió a Goldsmiths, Universidad de Londres, donde trató (sin éxito) de obtener un doctorado. Ha publicado artículos en Rolling Stone y Spin, antes de convertirse en colaborador sénior de XXL . En 2006, dejó XXL para convertirse en editor musical de Vibe, cargo que ocupó hasta que dejó la revista en 2008. Comenzó a trabajar para The New York Times en 2010, habiendo ya trabajado como autónomo para el periódico. También presenta el podcast de música Popcast . En 2020 anunció que estaba escribiendo un libro sobre Kanye West .